# Luis Reyna
Luis Alberto Reyna Navarro (Huánuco, 16 de maio de 1959) é um ex-futebolista peruano. Ele competiu na Copa do Mundo FIFA de 1982, sediada na Espanha, na qual a seleção de seu país terminou na 20º colocação dentre os 24 participantes.
Luis Reyna foi o indicado para não deixar que Maradona desenvolvesse o seu jogo em 23 de Junho de 1985. Ele sempre será lembrado por anular Maradona, segui-lo até quando ele tinha que amarrar suas chuteiras, na partida que o Peru venceu por 1 a 0.